# Luňák hvízdavý
Luňák hvízdavý (Haliastur sphenurus) je dravec z čeledi jestřábovitých, který se vyskytuje na území Austrálie, Nové Kaledonie a Nové Guiney.

## Popis
Luňáci hvízdaví na délku měří zhruba 50 až 60 centimetrů, rozpětí křídel činí 123–146 cm. Váží 380–1 050 gramů, samci průměrně váží 600 až 750 g a samice 750–1000 g. Pohlavní dimorfismus je poměrně výrazný, samice bývají o 21% větší a o 42% těžší než samci.

## Potrava
Živí se malými savci, ptáky, rybami, ještěrkami, obojživelníky, korýši, hmyzem a mršinami.